# 瓦哈比派
瓦哈比派（阿拉伯语：‎，羅馬化：Wahhābiya(h)；阿拉伯语：‎，羅馬化：Al-Wahhābiyyah），也叫瓦哈比（派）运动、瓦哈比主義，是指逊尼派伊斯兰教内的与阿拉伯学者穆罕默德·伊本·阿卜杜勒·瓦哈卜（1703－1792年）的罕百里派改革主义有关的伊斯兰复兴主义和原教旨主义运动，其信徒不喜歡瓦哈比派這個稱呼，一般自稱一神論者（也译认主独一者）（Wuwahhidun），意即稱自己為唯一真神的信徒。該派在教義上极端保守，信徒主要集中在沙特阿拉伯和卡塔爾，此宗派也是沙特阿拉伯的國教，而且全部王室成員都必須信奉瓦哈比派。

## 起源背景
瓦哈比派崛起于内志，内志土地贫瘠，多为废土。与汉志的贸易繁荣不同，商旅车队绝少经过此地，因此也造就了其孤立世外的大环境。强大的帝国如奥斯曼帝国、大英帝国对内志亦不抱有战略上的兴趣。据波士顿学院宗教学者、瓦哈比主义研究专家娜塔娜·德隆巴（Natana J. DeLong-Bas）的著作《瓦哈比伊斯兰》，瓦哈比主义的兴起的内在动力来源于对当时松弛的教规以及退化了的信仰的反应。瓦哈比派着重关注的是当时穆斯林社群在认主学上的偏差，尤其是对一神论坚持的不彻底。瓦哈比派的兴起是一种旨在解决伊斯兰教与现代化之间的矛盾的尝试。

## 领导人及主张
穆罕默德·伊本·阿卜杜勒·瓦哈卜（或译作瓦哈比）为此派首倡者及领导人，他主张宗教复兴，主張清除伊斯蘭中類似民間信仰的部分。其思想吸取自逊尼宗的罕百里学派（Hanbali，也譯漢伯利法學派）的教法学说以及伊本·泰米叶（太米葉）（1263年～1328年）的复古主义思想。他著有《认主独一论》、《信仰基要》、《疑难揭示》等，为该教派立下理论基础。

### 主要人物
1. 伊玛目伊本·太米叶（1263-1328）
2. 穆罕默德·伊本·阿卜杜勒·瓦哈卜（穆罕默德·伊本·阿布杜勒·瓦哈比）（1703-1792）
3. 部落酋长穆罕默德·本·沙特（穆罕默德·伊本·紹德）（沙特）

### 主要主張
1. 回到穆罕默德时代，一切以《可蘭經》為依歸
2. 净化信仰，嚴格推行一位神论
3. 反对异端行为（如世俗化、聖人崇拜、聖墓崇拜、什葉派、蘇菲派等，日常生活中音乐、舞蹈等娱乐活动皆为禁忌[8]）
4. 使用伊斯兰教法
5. 摧毀黑石和克爾白，消滅偶像崇拜
6. 對所謂異端和異教徒進行聖戰[9]，以伊斯蘭之名征服世界。[10]

## 影响
瓦哈比思想主要传播于阿拉伯半岛，以及埃及、苏丹、利比亚、尼日利亚、印度、印度尼西亚等地，并在包括中国在内的世界不少地区都有影响。瓦哈比後與沙特阿拉伯德拉伊耶的紹德家族領袖穆罕默德·賓·紹德合作，促成了後來沙烏地阿拉伯的成立。
蘇聯解體後，瓦哈比派分子進入俄羅斯的伊奇克里亞車臣共和國擴張勢力，車臣分離主義政府為了爭取外部援助，也與瓦哈比派分子合作。在瓦哈比派推動下，車臣政府廢除世俗法庭，在全共和國實施伊斯蘭教法。車臣分離主義政府被中央政府出兵推翻後，瓦哈比派受到親莫斯科的新車臣政府壓制。
沙特阿拉伯政府在世界各地推廣瓦哈比派信仰，包括每年耗資20至30億美元資助世界各地宣揚瓦哈比派教義的清真寺和伊斯蘭學校。
但瓦哈比派带有暴力色彩，他们高举伊斯兰圣战的旗帜，被认为是宗教极端主义，容易产生恐怖分子。例如，恐怖分子本·拉登是瓦哈比派的信徒，中国新疆东突分子也多和瓦哈比派有关系或就是瓦哈比信徒，如東突厥斯坦伊斯蘭黨头目阿不力克木·买合苏木、製造301昆明火车站暴恐事件的恐怖组织头目阿不都热依木·库尔班也和基地组织关系密切。原美国之音中文普通话语组主任龔小夏認為瓦哈比教派的传播是导致欧洲穆斯林中极端主义思潮的根源。2015年11月巴黎襲擊事件過後，德國副總理西格玛尔·加布里尔要求沙特政府停止資助在國外宣揚極端宗教思想的清真寺。